# Boo de Piélagos
Boo de Piélagos és una localitat del municipi de Piélagos (Cantàbria). Està a 35 msnm, a una distància de 10,5 quilòmetres de la capital municipal, Renedo de Piélagos. Tenia 3.464 habitants en l'any 2019, d'acord amb el INE.

## Descripció
Poble d'origen anterior a l'edat mitjana, l'increment de població s'ha produït sobretot en els últims trenta anys per la seua proximitat a Santander i Torrelavega, les dues ciutats més poblades de la comunitat autònoma. Passen per ell tant l'autovia del Cantàbric com la via de FEVE que uneix les dues localitats.
El riu Pas gira a l'Est, en el lloc conegut com la Varilla (o El Barco), poc abans de sortir de la vila i abocar les seues aigües al Cantàbric, tot i que encara té temps de recollir les aigües del Rierol del Cuco i del Rierol del Valle. El Pas actua de límit natural amb el municipi de Miengo, amb el qual comparteix el marge esquerre. En aquest punt la densa ribera ha desaparegut i els marges del riu es mostren nus. El blau de Pas i del Cantàbric que s'albira al fons es barreja amb la verdor accentuada de les praderies que ocupen els fèrtils plans riberencs formats d'al·luvions de l'Holocè i part dels vessants assentades sobre margues i calcàries del Turonià.
El perfil de La Picota (240 m.) es deixa veure mirant al nord, i marca la separació geografia entre els pobles de Mortera, Liencres i Boo. Es pot veure una fita geogràfica en aquest cim, a més de trinxeres corresponents a la guerra civil espanyola amb els seus corresponents nius de metralladora.

## Barris
San José, La Piñera, San Juan, El Vivero, La Caseta, La Tejera, El Monte, La Acebosa, El Pozo, El Callejón, El Rubó, El Tolío, Escobal, La Pedraja, La Enzarrosa, La Gándara, La Helguera y el Cabañón.

## Comunicacions
Camí de Sant Jaume (Camí del Nord, Etapa 14). Autopista A-67 (sortida 195). Carreteres CA-231 i CA-304. Ferrocarril: Baixador de FEVE (Boo), Línia Cabezón de la Sal-Santander l'horari de parada a Boo de Piélagos és a totes les hores a i 23' i 53'.

## Organització
La Pedraja, San José i San Juan són els barris més antics de la vila de Boo, assentats sobre terrasses fluvials del Quaternari, al voltant de les quals s'ha organitzat el posterior desenvolupament urbà. La xarxa viària CA-303 (que discorre paral·lela a l'autovia) i la CA-231 que es dirigeix cap a Liencres, actuen com a eixos direccionals en el creixement de la vila, bé en forma de xalets individuals o principalment en promocions denses d'adossats. Més allunyat del nucli, al turó conegut com l'Escobal, s'ha desenvolupat un barri regular i bastant dens integrat per diverses urbanitzacions de xalets adossats. Aquest model de creixement ha assimilat a la tradicional de masos (explotació ramadera amb finca) resultat d'un model econòmic primari basat en la ramaderia. La toponímia local ens recorda l'existència de diversos masos com el "Caserío de la Soledad". El resultat final és un poble desarticulat i independent entre si amb escassos o cap vincle amb el nucli matriu.

## Monuments
- Església parroquial de Sant Joan Baptista (Barri de San Juan).[5]
- Ermita de Sant Josep Obrer (Barri San José).[1]

## Naturalesa
El riu Pas forma meandres i banya la seua praderia a el pas per la localitat, abans de desembocar al mar, en ple parc natural de les Dunes de Liencres. El poble s'estén en diversos barris a la falda de la Serra de la Picota i Monte Tolío.

## Festes[1]
- Març 19 (Sant Josep Obrer)
- Juny 24 (Sant Joan Baptista)

## Esports
En Boo l'esport més seguit són els bitlles, encara que a més és un magnífic lloc per fer paracaigudisme sortint des del Monte Tolío gaudint de l'excepcional paisatge, i piragüisme per la desembocadura del riu Pas. També es pot practicar la pesca, especialment de sargs i llobarros, al riu ja anomenat, el pàdel a la pista especialitzada i el ciclisme de carretera.

## Curiositats
Pas obligat de el Camí de Santiago per la ruta costanera, (segons es referència en el Cartulario de Santillana de la Mar en l'any 1001) que surt des de Santander per les Calçades Altes, fins Peñacastillo passant per Santa Cruz de Bezana i paral·lela a la riera del Cuco, arribava fins Boo aconseguint l'embarcador al lloc anomenat de les Ànimes (anomenat així perquè hi havia una Creu d'Ànimes que marcava el camí) des d'on la "barca de Mogro" (que curiosament era de Boo, així com el barquer era de Mogro), creuava el riu Pas fins al municipi de Miengo. Els pobres i els Pelegrins estaven exempts de pagament.
En l'actualitat la desaparició dels "passos de barca" obliga el peregrí a desplaçar-se fins Puente Arce.